# Örményes
Örményes is een plaats (község) en gemeente in het Hongaarse comitaat Jász-Nagykun-Szolnok. Örményes telt 1142 inwoners (2001).